# Западные Румынские горы
За́падные Румы́нские го́ры, Апусени (рум. Munţii Apuseni, венг. Erdélyi-szigethegység) — часть горной системы Карпат, несколько отстоящая от основного хребта к западу. Расположены на западе современной республики Румыния, в историко-культурной области Трансильвания. Массив в целом имеет своеобразную округлую форму. На западе постепенно опускается к Среднедунайской низменности, отделён от неё Трансильванским плато; на севере массив ограничен долиной реки Сомеш; на юге — долиной реки Муреш. Горы сложены известняками, гранитами, кристаллическими сланцами, другими породами вулканического происхождения. Формы рельефа поэтому богаты и разнообразны несмотря на среднюю высоту самих гор. Наивысшая точка — гора Куркубэта (горы Бихор) 1848 м.

## Районирование
Западные Румынские горы распадаются на 11 хребтов, главным из которых является центральный массив-плато Бихор, достигающий максимальной высоты 1848 м (гора Куркубэта).
Хребты расчленены депрессиями, понижениями и оврагами. Вершины гор зачастую сглажены, на востоке переходят в Трансильванское плато. Также выделяются:
- Известняковые горы Траскэу (макс. высота до 1370 м) на юго-востоке.
- Металич или Металлические горы (макс. высота до 1438 м) на юге.
- Хребет Зэранд на юго-западе.
- Хребет Кодру на западе (макс. высота до 1112 м).
- Невысокие хребты Пэдуря-Краюлуй (ниже 1000 м), Меcеш, Плопиш (Шес) и Фэджет :
- В центре Владовы горы, Бихорские горы, также горы Джилэу.
- На востоке Мунтеле-Маре (Большие горы).

## Гидрография
Речная сеть довольно густая: Сомеш, Муреш, Холод и их многочисленные притоки Дунайского бассейна.

## Природа и хозяйственное использование
Высотная поясность выражена достаточно чётко, хотя поясов всего три. Вершины гор (от 1000 метров и более) зачастую сглажены, уплощены, заняты горными лугами. Их традиционно использовали для выпаса овец валахи и моканы, коренные жители гор. Поясом ниже (500—1000) расположены хвойные и буковые леса, на более увлажнённых западных предгорьях много дубрав. При этом широкие долины и межгорные впадины с бурыми лесными почвами давно распаханы и заселены. Горы богаты полезными ископаемыми, производится ломка мрамора, андезита и известняка, лесозаготовки, по рекам лесосплав; имеются известные со времён античности месторождения золота, серебра. Полиметаллы и ртуть. В горах Металич добываются бокситы. В горах и предгорьях Западно-Румынской горной системы расположены города и посёлки: Дева, Беюш, Брад, Штей, Инеу, Хуэдин, Чучя, Алешд.
Здесь располагается природоохранный национальный парк Апузени.